# Selo da Luisiana
O Selo Estadual da Luisiana foi adotado como selo oficial do estado em 1902. O selo consiste em uma carga heráldica chamada "pelicano na sua abnegação", que representa um pelicano-pardo (a Ave Oficial do Estado) fêmea a ferir-se no peito para alimentar as suas crias com o seu próprio sangue. Este símbolo, emblemático da caridade cristã, encontra-se também na bandeira estadual. O lema da Luisiana "União, Justiça, Confiança" rodeia as aves no selo. Um bordo circundante identifica o selo com as palavras "Estado da Luisiana". Durante o séc. XIX era tradição representar nos selos e nas bandeiras do estado o "pelicano na sua abnegação" com três gotas de sangue no peito. Porém, em anos mais recentes, a tradição nem sempre era rigorosamente seguida, facto este, trazido à atenção do legislador do estado por um rapaz do 8º ano do Vandebilt Catholic High School em Houma. O assunto foi resolvido em Abril de 2006 quando a Legislatura Estadual da Luisiana aprovou um decreto (House Bill 833/Act 92) que especifica três gotas de sangue no peito do pelicano, tanto no selo como na bandeira.